# Reino de Strathclyde

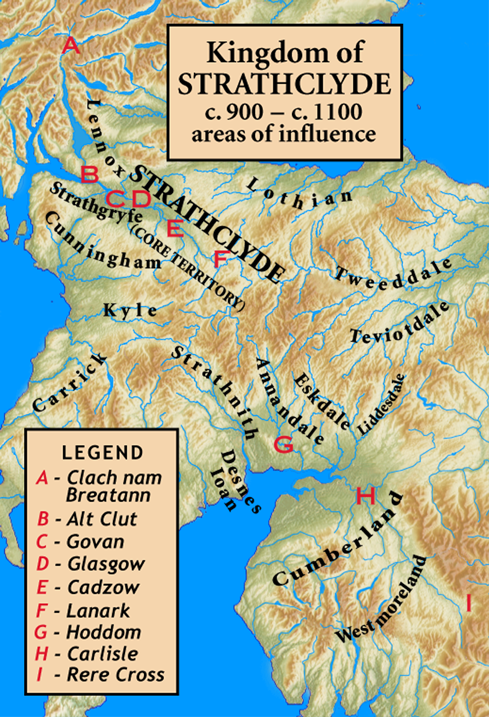
O reino de Strathclyde, construído entre o século V e 1030, quando deixou de existir.

O Reino de Strathclyde (em gaélico: Srath Chluaidh, lit. "Vale do Clyde", originalmente britônico: Ystrad Clud) foi um dos reinos dos bretões no Hen Ogledd, a região do atual Norte da Inglaterra e sul da Escócia de fala britônica, ao longo do período pós-romano e Idade Média. Também era conhecida como Alt Clut, o nome britônico para Dumbarton Rock, a capital medieval da região. O reino pode ter suas origens com os damnônios, povo descrito pelo geógrafo grego Ptolomeu em sua Geografia.
O idioma falado em Strathclyde, assim como pelos bretões que habitavam as áreas vizinhas que estavam sob alguma forma de governo estrangeiro é conhecido como cúmbrico, com fortes ligações com o galês antigo. As evidências toponímicas e arqueológicas apontam para alguns sítios habitados por nórdicos ou nórdico-gaeis durante a Era Viquingue, embora em menor escala do que na vizinha Galloway. Um grande número de topônimos ânglicos mostram alguma colonização alta de indivíduos oriundos na Nortúmbria, anterior à chegada dos nórdicos. Devido à série de mudanças linguísticas na região, não é possível afirmar se podemos ou não mas aparentemente tudo indica por novas descobertas que a maioria daquela região é inglesa numa proporção de 70 ingleses para 30 outros nativos.  
Após o saque de Dumbarton Rock por um exército viquingue de Dublim, em 870, o nome Strathclyde passou a ser usado, talvez refletindo a mudança do centro do reino para Govan. No mesmo período também foi chamado de Cúmbria, e seus habitantes como cúmbrios. Durante a Alta Idade Média a região foi conquistada pelo reino de Alba, e passou a fazer parte do novo reino da Escócia. Permaneceu uma área distinta até o século XII.